# أنمار (اسم)
أنمار هو اسم علم مذكر من أصل عربي، ومعناه هو الماء النقي الزلال.

## شخصيات تحمل الاسم
- أنمار المباركي (1 يوليو 1991[3] – )
- أنمار يهأمن

## وصلات خارجية
- موسوعة السلطان قابوس لأسماء العرب